# Ølhøne

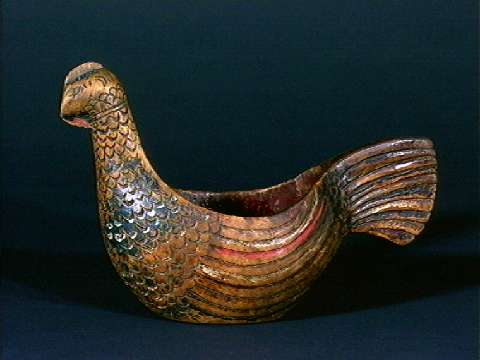
Ølhøne von 1881 im Norsk Folkemuseum in Oslo

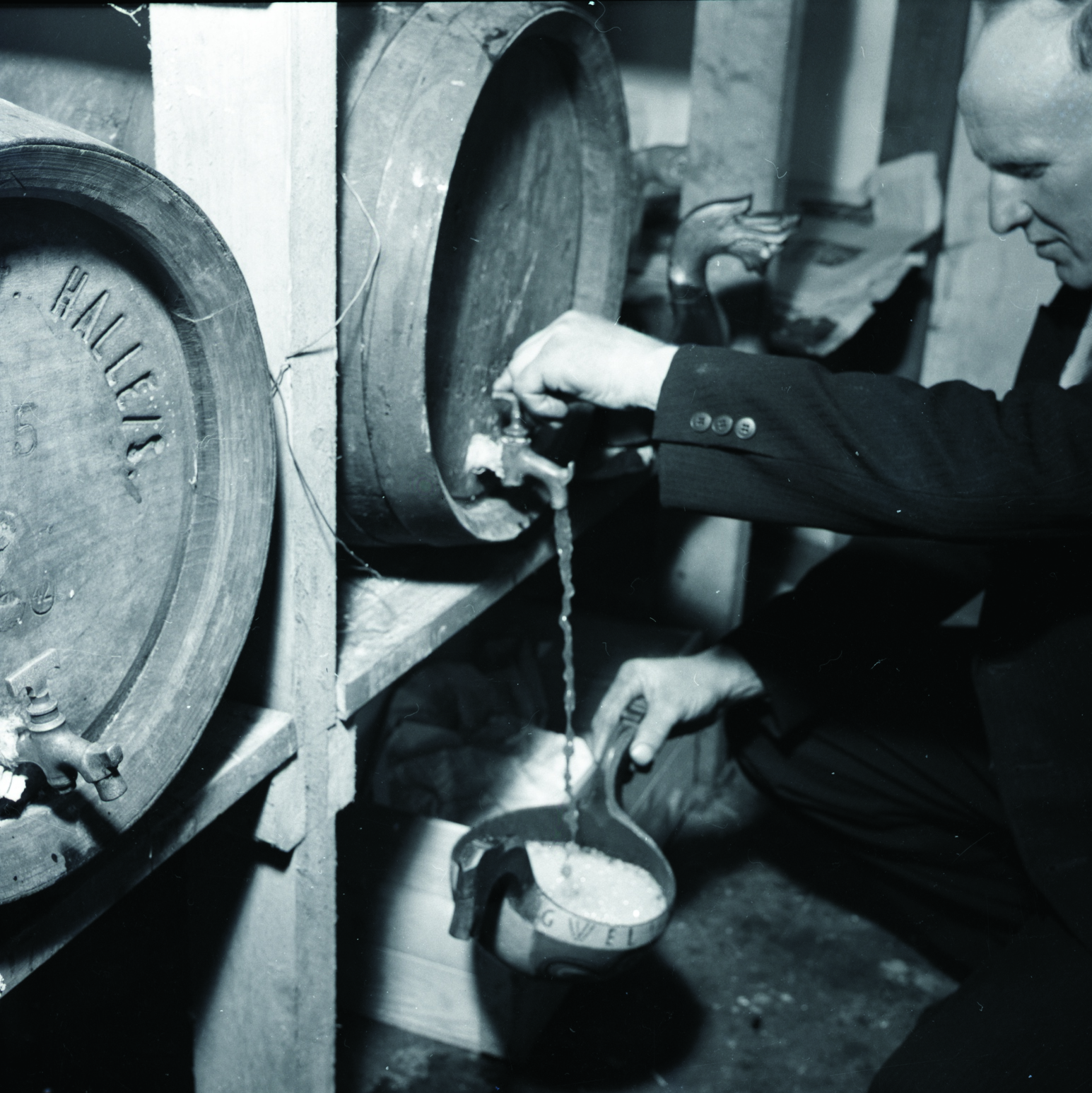
Zapfen in eine Ølhøne 1954 bei einer Hochzeit in Ulvik

Ølhøner (deutsch: Bierhennen) sind traditionelle norwegische Biertrinkgefäße.
Zwischen dem frühen 14. Jahrhundert und Mitte des 19. Jahrhunderts waren in Norwegen diese hölzernen Trinkgefäße bei besonderen Anlässen in Gebrauch. Die Form, Größe und Verzierung war individuell, gemeinsam waren den Ølhøner der Hühnerkopf an einer und der Hühnerschwanz an der entgegengesetzten Seite. In ländlichen Gebieten galten Ølhøner als Statussymbole. Während es durchaus auch üblich war, ein größeres Gefäß zwischen den Gästen weiterzureichen, waren Ølhøner im Gebrauch für jeweils eine Person gedacht.
Ølhøner wurden innerhalb der Familie vererbt. Bei festlichen Anlässen wie zum Beispiel Weihnachten, Neujahr, Taufen, Hochzeitsfeiern und Beerdigungen wurden die Ølhøner wie kleine Schiffe auf die Oberfläche eines Fasses oder einer Schüssel mit selbstgebrautem Bier gelegt, wo sie schwammen, man sie untertauchen und zum Trinken herausnehmen konnte.
Allgemein wird ein Biertrinkgefäß in Vogelform in Norwegen Ølfugl (deutsch: Biervogel) genannt. Diese gibt es nicht nur in Form eines Huhns, sondern auch in Form und mit Schnitzereien anderer Vögel wie Gänsen und Pelikanen.
Die weltgrößte Ølhøne ist im Besitz der Brauerei Aass aus Drammen. Sie fasst 603 Liter, wiegt 234,7 Kilogramm, ist 2,98 Meter lang, 1,25 Meter breit und 1,8 Meter hoch. Der Rekord ist beim Guinness-Buch der Rekorde registriert.